# Танковський В'ячеслав Сергійович
В'ячесла́в Сергі́йович Танко́вський (нар. 16 серпня 1995, Новомосковськ, Дніпропетровська область, Україна) — український футболіст, центральний півзахисник ЛНЗ.

## Клубна кар'єра
У футбол починав грати в новомосковській ДЮСШ. На одному з дитячих турнірів Танковський сподобався скаутам донецького «Шахтаря» і згодом отримав запрошення приєднатися до юнацької академії «гірників». Одним з його недоліків у той час був маленький зріст. Від сезону 2012/13 Танковський був зарахований до складу молодіжної команди «гірників». Спочатку він діяв на позиції нападника, але з часом Валерій Кривенцов перевів його на позицію центрального півзахисника. У сезоні 2013/14 Танковський зіграв за «Шахтар» 6 матчів у Юнацької лізі УЄФА. Сезон 2014/15 провів виключно в молодіжній команді.
Улітку 2015 року Танковський на правах оренди перейшов у луганську «Зорю». 2 серпня того ж року у виїзному поєдинку проти «Сталі» з Дніпродзержинська провів свій перший виступ у Прем'єр-лізі. Футболіст відіграв на полі весь другий тайм. Всього за сезон півзахисник провів 13 матчів у Прем'єр-лізі.
Влітку 2016 року Танковський повернувся в «Шахтар», проте основним гравцем знову не став, зігравши лише 5 матчів у чемпіонаті, через що 16 серпня 2017 року перейшов на правах оренди в «Маріуполь». У цій команді виступав до кінця року, зігравши у 9 матчах чемпіонату, після чого повернувся в «Шахтар».
Так і не пробившись до складу «помаранчево-чорних», на початку 2019 року його знову було віддано в оренду, на цей раз у київський «Арсенал».
19 серпня 2021 року став гравцем харківського «Металіста», в якому отримав 29-й номер.
20 лютого 2023 року разом з Євгеном Підлепенецем перейшов до «Дніпра-1» на умовах оренди з «Металіста».
Взимку 2025 року Танковський перейшов до черкаського ЛНЗ.

## Збірна
У юнацькій збірній України Олександра Петракова, складеної з гравців 1995 року народження, Танковський поступово став одним з ключових гравців. На Меморіалі Віктора Баннікова у 2012 році невисокий півзахисник задовольнявся лише виходами на заміну. Але вже в кваліфікації і Еліт-раунді Євро-2012 (U-17) він був гравцем «основи». У кваліфікації і Еліт-раунді Євро-2014 (U-19) Танковський зі своїм одноклубником Віктором Коваленком утворили ефективну зв'язку в центрі поля. У фінальній частині Євро-2014 (U-19) в Угорщині гол Танковского в самій кінцівці зустрічі з болгарами приніс українцям єдину перемогу на турнірі. У фінальній частині чемпіонату світу 2015 (U-20) Танковський зіграв лише кілька хвилин у першому матчі турніру проти господарів Нової Зеландії.

## Досягнення
«Шахтар»:
 Чемпіон України: 2016/17
 Володар кубка України: 2016/17
«Дніпро-1»:
 Срібний призер чемпіонату України: 2022/23